# دوزجه (أديامان)
دوزجه (بالكردية: Keluz‏) (بالتركية: Düzce)‏ هي قرية تتبع إداريّاً لمديرية أديامان في محافظة أديامان التركية الواقعة في جنوب شرق الأناضول. بلغ عدد سكانها 349 نسمة في عام 2021.